# AutocertifiCanzone
AutocertifiCanzone è un singolo del gruppo musicale italiano Lo Stato Sociale, pubblicato il 3 maggio 2020.

## Video musicale
Il videoclip è stato pubblicato il 15 maggio 2020 sul canale Vevo-YouTube del gruppo.